# Mariano Riquelme
Mariano Riquelme fue un político peruano.
En representación de la provincia de Carabaya, fue uno de los sesenta y cinco diputados electos en 1825 por la Corte Suprema y convocados para aprobar la Constitución Vitalicia del dictador Simón Bolívar. Sin embargo, a pesar de que dicho congreso estuvo convocado, el mismo decidió no asumir ningún tipo de atribuciones y no llegó a entrar en funciones.
Fue miembro del Congreso General Constituyente de 1827 por el departamento de Puno. Dicho congreso constituyente fue el que elaboró la segunda constitución política del país.
Fue elegido por la provincia de Azángaro como miembro de la Convención Nacional de 1833 que expidió la Constitución Política de la República Peruana de 1834, la cuarta de la historia del país.